# Husztyecpatak
Husztyecpatak ukránul: Хустець [Husztec]) falu Ukrajnában, Kárpátalján, a Huszti járásban.

## Fekvése
Huszt közelében, a Husztica patak mellett fekvő település.

## Története
Husztyecpatak neve víznévi ertedetű. Neve szláv nyelven sűrű, zavaros patakot jelent. Az itt folyó és a Tiszába ömlő Husztica~Husztec patak, (Хýстець ріка) után kapta nevét. 